# Aristolochia schottii
Aristolochia schottii är en piprankeväxtart som beskrevs av L. Marion Heredia. Aristolochia schottii ingår i släktet piprankor, och familjen piprankeväxter. Inga underarter finns listade i Catalogue of Life.